# Accidente ferroviario de Benavídez de 1970
El accidente ferroviario de Benavídez de 1970 fue la mayor tragedia ferroviaria de la historia de Argentina. Fue protagonizado por dos trenes del Ferrocarril Mitre en el «km 36» del ramal Retiro Mitre - Rosario Norte, cerca de Benavídez, provincia de Buenos Aires. Ocasionó la muerte de 236 personas y dejó heridas a más de 400.

## Hechos
El hecho se produjo a las 20:30 del domingo 1 de febrero de 1970 cuando un convoy del Ferrocarril Mitre proveniente de San Miguel de Tucumán embistió por detrás a otro que se encontraba detenido cerca de Benavídez, en una zona despoblada y con escasa iluminación.
Las investigaciones posteriores concluyeron que el maquinista del primero de los trenes no alcanzó a advertir que otra formación, que había salido de Zárate también con destino a Retiro, se hallaba detenida por una falla en mecanismos.
La colisión fue advertida por vecinos del lugar quienes de inmediato iniciaron los pedidos de auxilio y los primeros auxilios. 
El tren número 1016 que viajaba desde Tucumán había partido con destino a Retiro a las 20:00 del día anterior y llevaba en el momento del accidente 48 minutos de atraso. El choque se produjo con el tren número 3832 que había partido de Zárate a las 18:50 y llevaba más de 40 minutos detenido mientras el maquinista y el mecánico trataban de reparar el inconveniente.
La locomotora del tren 1016 se incrustó en el último Coche del tren 3832 destrozándolo casi totalmente y elevándolo sobre la cabina de motores. Como consecuencia del violento impacto no solamente descarrilaron locomotoras y vagones, sino que además el penúltimo y antepenúltimo vagón del tren que se encontraba detenido solo detuvieron su marcha, separados del que quedó unido con la locomotora, a unos 80 m del lugar del accidente.